# المنطقة الحرة سرت
المنطقة الحرة سرت هي منطقة اقتصادية حكومية تحظى بدعم من الجهاز الوطني للتنمية، أُنشئت في ليبيا بموجب قرار الحكومة الليبية رقم (71) الصادر بتاريخ 20 مارس 2024،  بهدف دعم النشاطات التجارية والاقتصادية في مدينة سرت وتحويلها إلى مركز جذب استثماري محلي ودولي بالتعاون مع شركات ومؤسسات دولية. 

## الموقع
تقع المنطقة في مدينة سرت على الساحل الشمالي لليبيا، بمحاذاة البحر المتوسط، وتغطي مساحة تُقدّر بنحو 236 هكتار. يُتيح موقعها الاستراتيجي الربط بين شمال إفريقيا والدول غير الساحلية جنوب الصحراء الكبرى، مثل النيجر وتشاد ومالي. 

## الأهداف
تسعى المنطقة إلى:
- جذب الاستثمارات المحلية والأجنبية.
- تطوير البنية التحتية والمرافق الاقتصادية.
- تنويع مصادر الدخل وتقليل الاعتماد على النفط.
- توفير فرص عمل للمواطنين الليبيين.

## التسهيلات
توفّر المنطقة مجموعة من الامتيازات، منها:
- إعفاءات ضريبية لعدة سنوات.
- تسهيلات في إجراءات الترخيص.
- حرية تحويل الأرباح إلى الخارج.
- بنية تحتية لوجستية تشمل موانئ وشبكات نقل حديثة.

## القطاعات المستهدفة
تركز على قطاعات الصناعة، التجارة، اللوجستيات، والسياحة.

## رؤية ليبيا 2030
يندرج مشروع المنطقة الحرة سرت ضمن "رؤية ليبيا 2030" التي حددها الجهاز الوطني للتنمية، ويتألف من 3 مراحل أساسية لتطوير ميناء سرت، وهي كالتالي:
- المرحلة الأولى: تم خلالها تنظيف وتشغيل الميناء الحالي، وقد اكتملت أعمالها بالكامل.
- المرحلة الثانية: تشمل رصف الأرصفة الجنوبية والشرقية، وقد بلغت نسبة الإنجاز فيها حتى الآن 65%.
- المرحلة الثالثة: تهدف إلى تعميق الأعماق البحرية لتصل إلى 25 مترًا، مقارنة بالواقع الحالي الذي لا يتجاوز من 9 إلى 11 مترًا.